# Montchevrier
Montchevrier is een gemeente in het Franse departement Indre (regio Centre-Val de Loire) en telt 537 inwoners (1999). De plaats maakt deel uit van het arrondissement La Châtre.

## Geografie
De oppervlakte van Montchevrier bedraagt 35,1 km², de bevolkingsdichtheid is 15,3 inwoners per km².
De onderstaande kaart toont de ligging van Montchevrier met de belangrijkste infrastructuur en aangrenzende gemeenten.

## Demografie
Onderstaande figuur toont het verloop van het inwonertal (bron: INSEE-tellingen).